# Exechiopsis atlantis
Exechiopsis atlantis är en tvåvingeart som först beskrevs av Stora 1945.  Exechiopsis atlantis ingår i släktet Exechiopsis och familjen svampmyggor. Inga underarter finns listade i Catalogue of Life.